# Лекарственный антагонизм
Лекарственный антагонизм означает, что лекарство прекращает действие или эффект другого вещества, предотвращая биологический ответ . Прекращение действия осуществляется четырьмя основными механизмами, а именно химическим, фармакокинетическим, рецепторным и физиологическим антагонизмом .
Эти механизмы широко применяются в клинической практике. Лекарственные антагонисты могут использоваться в различных препаратах, включая антихолинергические, антигистаминные и другие. Интенсивность антагонистического эффекта может быть выражена количественно через фармакодинамические параметры. Некоторые из антагонистов могут служить в качестве антидотов при возникновении токсических эффектов и передозировке.

## Антагонизм рецепторов

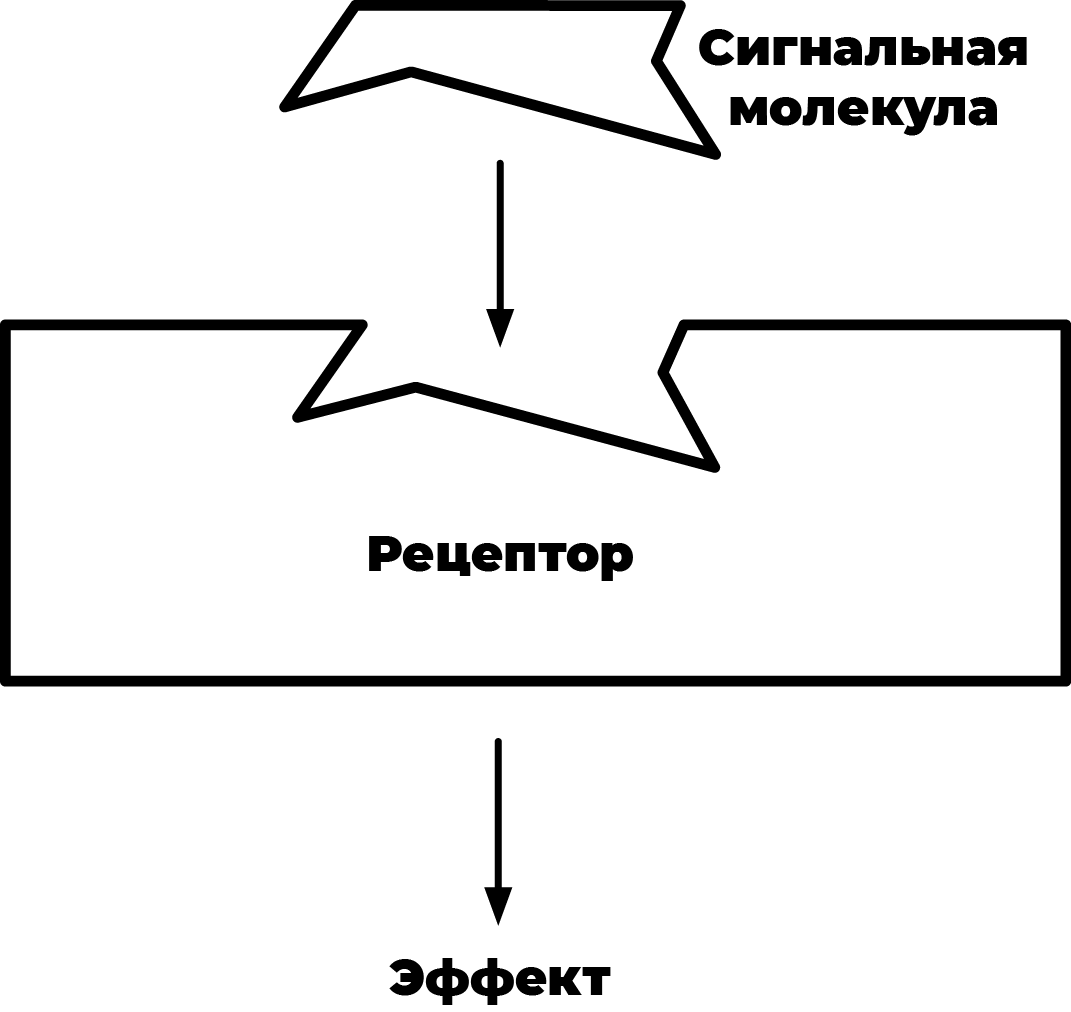
Лиганд, связываясь с рецептором, образует лиганд-рецепторный комплекс, приводящий к физиологическому ответу

### Механизм действия
Лиганд, связываясь с рецептором, образует лиганд-рецепторный комплекс. Этот комплекс приводит к физиологическому ответу.
Рецепторы связываются с эндогенными лигандами, вызывая физиологический эффект и регулируя гомеостаз организма и клеток. При лиганд-рецепторном взаимодействии лиганд связывается с рецепторами, образуя комплекс «лекарство — рецептор», вызывающий биологический ответ .
Рецепторы могут представлять собой ферменты, нуклеиновые кислоты или белки клетки. К распространенным типам рецепторов относятся рецепторы, связанные с G-белками, ядерные рецепторы и ионные каналы .
Функциональные антагонисты не вызывают биологического ответа после связывания с рецептором. Они блокируют связывание эндогенных лигандов с рецепторами, тем самым подавляя физиологический эффект .

### Типы антагонизма рецепторов

#### Обратимый и необратимый конкурентный антагонизм
И агонист, и антагонист связываются с одним и тем же активным участком. Увеличение дозы агониста может обратить эффект обратимого конкурентного антагонизма. Необратимый конкурентный антагонизм возникает, когда антагонист связывается с тем же сайтом рецептора, что и агонист, но диссоциация лиганд-рецепторного комплекса происходит медленно или не происходит вовсе. В результате при поступлении агониста антагонист остается связанным с рецептором. Поскольку рецептор может связываться только с одной молекулой за раз, конкурентные антагонисты могут уменьшить занятость рецепторов агонистом (процент рецепторов, связавшихся с агонистом, от общего количества доступных рецепторов). Повышение количества агониста в организме способствует его связыванию с рецепторами и, как следствие, вызывает ответную реакцию тканей. Это происходит благодаря конкурентному взаимодействию между агонистом и антагонистом в борьбе за рецепторные участки. При увеличении концентрации агониста он начинает более эффективно соперничать с антагонистом, постепенно вытесняя его с рецепторов и возобновляя свое воздействие на ткани. Таким образом, величина, до которой конкурентный антагонист вызывает смещение кривой «концентрация — агонист» вправо при сохранении максимального наклона, является показателем соотношения доз. Концентрация антагониста приводит к линейному увеличению соотношения доз .

#### Неконкурентный (необратимый) антагонизм
Аллостерические антагонисты

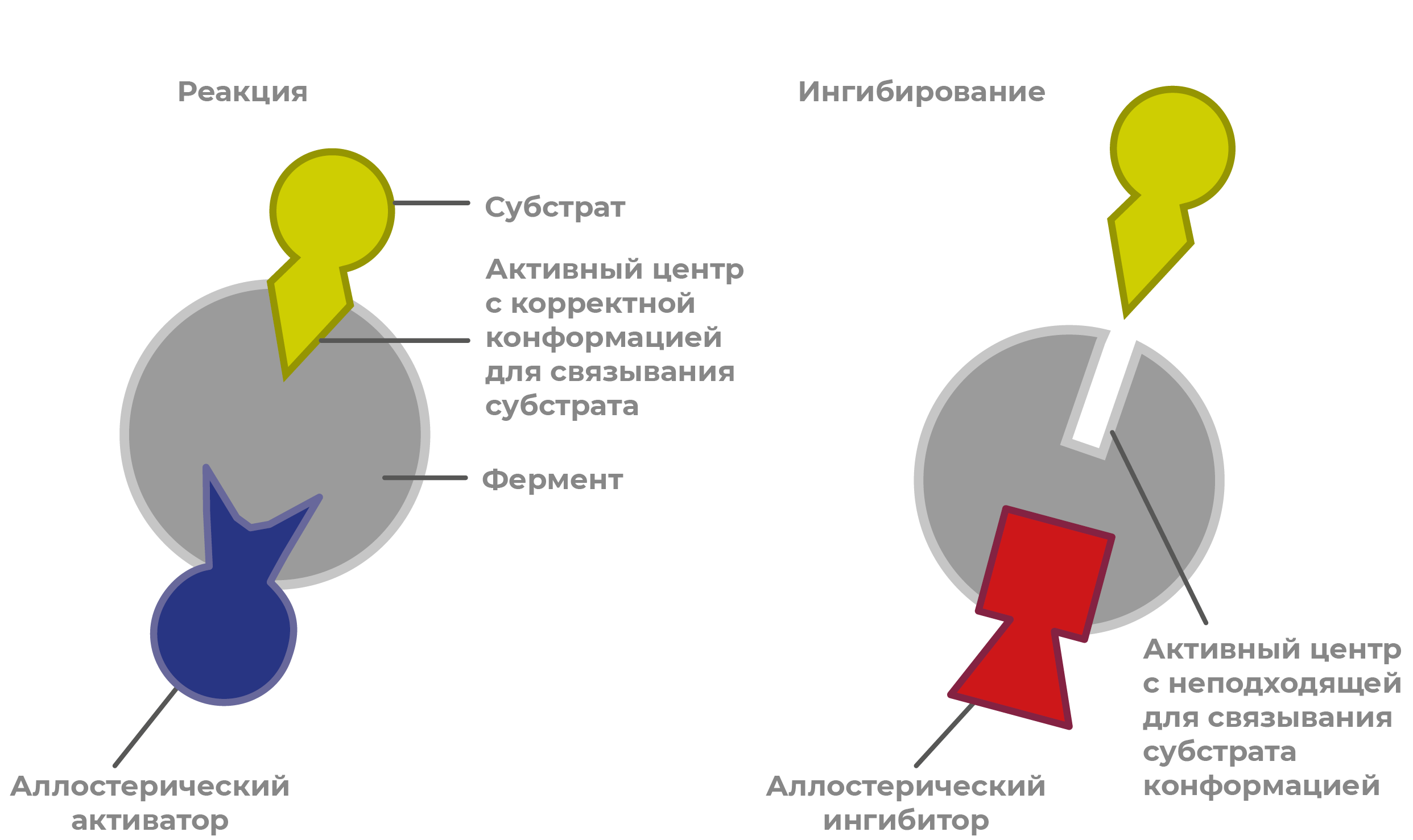
В нормальных условиях для активации реакции присутствует аллостерический активатор (показан синим). Аллостерический антагонист (показан красным) связывается с аллостерическим сайтом, что приводит к конформационному изменению активного сайта рецептора, делая активный сайт несовместимым с субстратом

Агонист и антагонист взаимодействуют с разными активными центрами рецептора. Антагонист не конкурирует напрямую за место связывания агониста, а вместо этого блокирует последующие этапы сигнального каскада, инициированного агонистом. Это происходит в точке, отличной от места первоначального связывания агониста с рецептором. Антагонист образует стойкое соединение с определенным участком рецептора или связанного с ним белка, что приводит к необратимому блокированию передачи сигнала. Таким образом, даже при наличии связанного агониста антагонист предотвращает развитие полноценного клеточного ответа, прерывая цепь биохимических реакций на одном из последующих этапов .
Один из примеров: кетамин проникает в поры ионного канала NMDA-рецептора и блокирует их, не позволяя ионам проходить через каналы. Кроме того, такие препараты, как нифедипин и верапамил, препятствуют проникновению ионов Ca2+ через клеточную мембрану и таким образом неселективно ингибируют действие лекарств, действующих на любой рецептор, связывающийся с этими кальциевыми каналами, предотвращая сокращение гладких мышц .
Частичные агонисты и полные агонисты
В присутствии полного агониста, оказывающего максимальное действие, частичный агонист может вести себя как конкурентный антагонист, снижая эффективность связывания с рецептором и вызывая лишь субмаксимальную реакцию. Эти вариации могут быть оценены по эффективности, характеризующей силу комплекса «агонист — рецептор», с которой стимулируется тканевой ответ. Это зависит от занятости рецептора и ответа. Определенный препарат с промежуточной эффективностью может проявлять себя как частичный агонист в одной ткани (низкий уровень экспрессии рецептора) и как полный агонист в другой (высокий уровень экспрессии рецептора) в разных типах клеток, экспрессирующих один и тот же рецептор, но с разной плотностью .

### Клиническое применение

Гистамин

#### Обратимый и необратимый конкурентный антагонизм

H1-антигистамин

Конкурентные антагонисты обычно структурно схожи с активным соединением, поскольку являются структурными аналогами, которые должны связываться с одним и тем же сайтом . Примеры обратимых конкурентных антагонистов: антигистаминные препараты конкурируют с гистамином, связываясь с гистаминовыми рецепторами, блокируя аллергическую реакцию, вызываемую гистамином. Они используются для лечения гистамин-опосредованной аллергии и аллергического ринита .
Необратимые конкурентные антагонисты, такие как феноксибензамин, не диссоциируют от альфа-адренергических рецепторов. Феноксибензамин блокирует активность альфа-рецепторов в симпатических путях и применяется для лечения пароксизмальной гипертензии и потливости, вызванных феохромоцитомой и доброкачественной гиперплазией предстательной железы .

## Химический антагонизм

### Механизм действия
Химический антагонизм возникает, когда химический антагонист соединяется с лигандом с образованием неактивного соединения, снижающего ответ . При химическом антагонизме рецепторы не участвуют в процессе, а антагонист непосредственно связывается с лигандом или элиминирует его . Поскольку лиганд не может стимулировать рецептор, рецепторы не оказывают физиологического действия, что обеспечивает ингибирующий эффект . К распространенным типам химического антагонизма относятся хелатирующие агенты, нейтрализующие антитела и агрегация солей.

### Клиническое применение

#### Хелатирующий агент

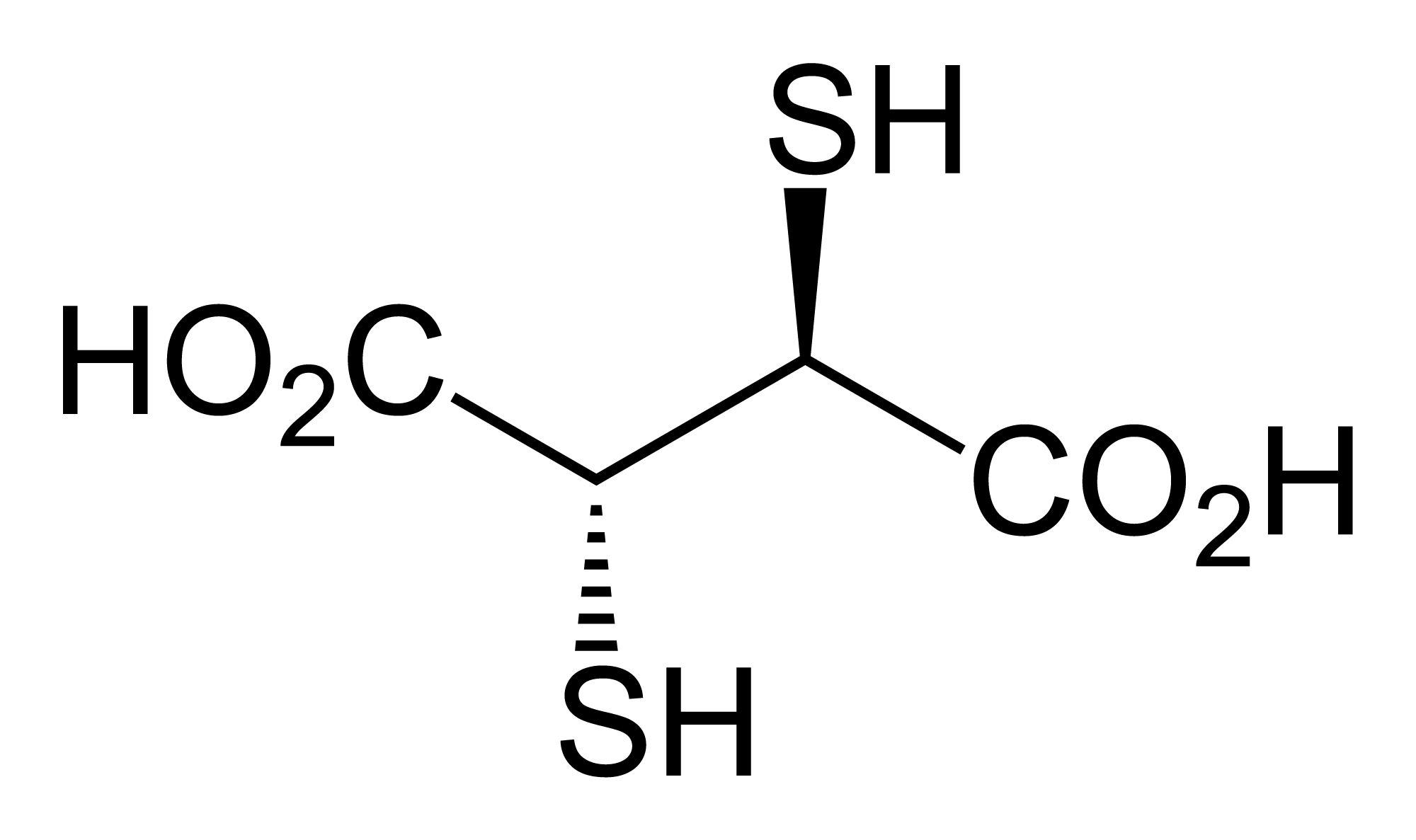
Структура 2,3-димеркаптосукциновой кислоты

Структура димеркапрола

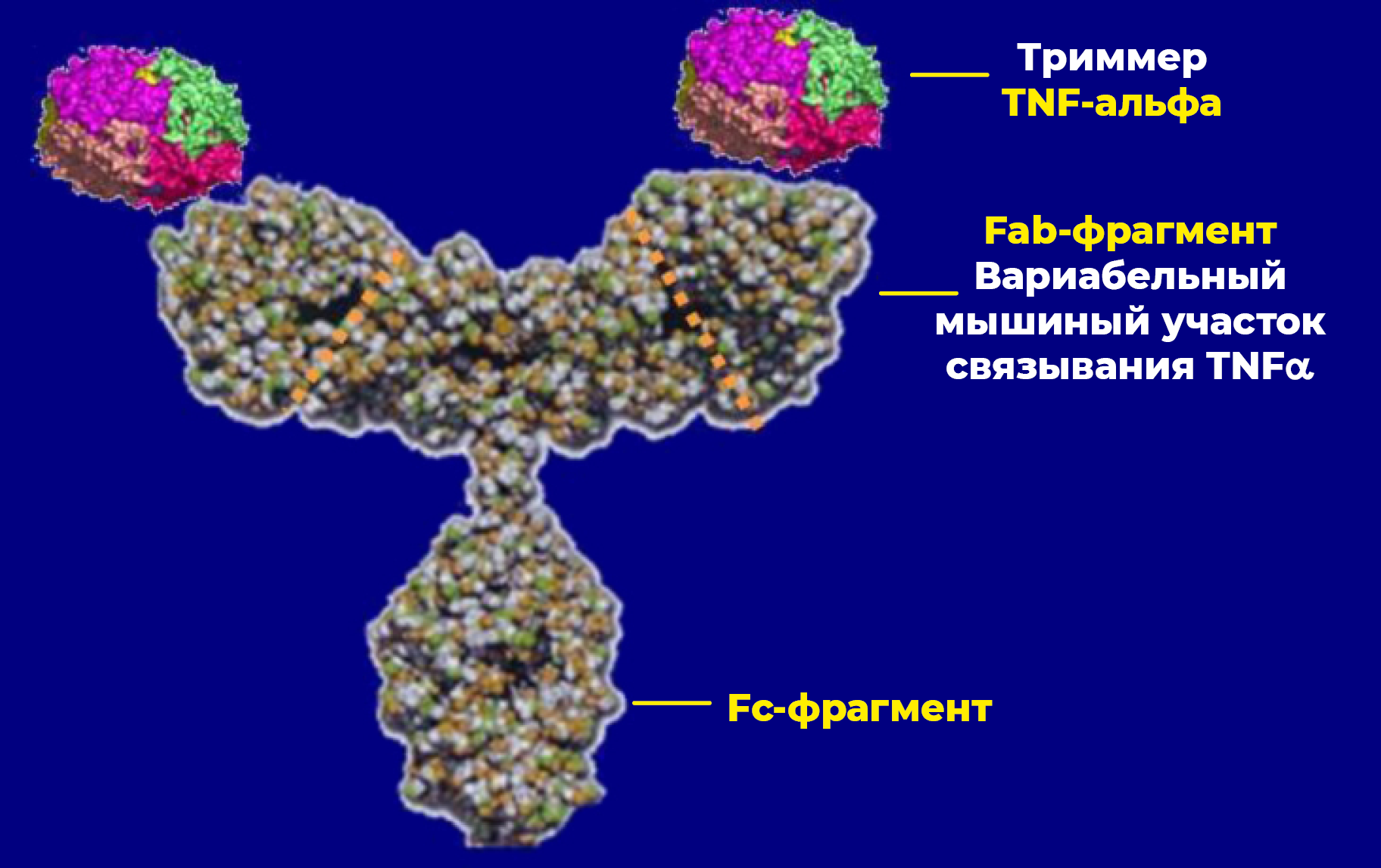
Инфликсимаб связывает и инактивирует TNF-альфа

Хелатирующие агенты — это органические соединения, способные связываться с ионами металлов . Обычно они полезны для выведения токсичных ионов тяжелых металлов из организма. Димеркапрол  — распространенный хелатирующий агент для лечения токсического воздействия мышьяка, ртути, золота и свинца, относящийся к классу хелатирующих препаратов . На  рисунке видно, что SH-лиганды димеркапрола могут конкурировать с -SH-группами в нативных ферментах за связывание с тяжелыми металлами, образуя стабильный комплекс с металлом, который выводится с мочой . Это приводит к связыванию токсичных ионов металлов и помогает вывести их из организма. Однако димеркапрол имеет узкий спектр действия и впоследствии был заменен его производным, 2,3-димеркаптосукциновой кислотой (DMSA).

#### Нейтрализующие антитела
Нейтрализующие антитела препятствуют проникновению патогенов в клетки, предотвращая их дальнейшее  размножение и инфицирование. Инфликсимаб — моноклональное антитело, связывающееся с фактором некроза опухоли —альфа (TNF-альфа) и подавляющее его провоспалительное действие . Его эффективное противовоспалительное действие используется при болезни Крона, активном ревматоидном артрите, псориатическом артрите и активном анкилозирующем спондилите.

#### Агрегация солей
Агрегация солей относится к реакциям между лекарством и активным соединением с образованием солей. Сильно анионный нефракционированный гепарин реагирует с положительно заряженным протамин-аргининовым пептидом, образуя солевой агрегат . Полученный солевой агрегат не является антикоагулянтом и неактивен. Протамин действует быстро, всего за пять минут нейтрализуя нефракционированный гепарин, а период его полураспада составляет всего десять минут .

## Фармакокинетический антагонизм

### Механизм действия
Препарат влияет на фармакокинетику (всасывание, распределение, метаболизм, выведение) другого химического вещества (или лекарств), тем самым снижая действие целевого химического вещества. При этом может повышаться скорость метаболического распада активного препарата. Альтернативно может наблюдаться снижение скорости всасывания активного препарата из пищеварительной системы или увеличение скорости выведения препарата почками .

### Клиническое применение

#### Препараты, влияющие на всасывание: антацид
Большинство лекарств принимаются перорально и всасываются через желудочно-кишечный тракт . Антациды повышают рН среды в желудке и вызывают преждевременное высвобождение лекарств, покрытых оболочкой, предназначенной для защиты от кислой среды желудка .
Например, ингибиторы протонной помпы (ИПП) имеют энтеральное покрытие, защищающее их от разложения в кислой среде . Совместный прием антацидов с ИПП приведет к преждевременному высвобождению последних в кислой желудочной среде и инактивации ИПП до всасывания. Следует избегать такого фармакокинетического антагонизма, чтобы не допустить потери эффективности препарата.
Поскольку большинство лекарств являются либо слабокислыми, либо слабоосновными, изменение pH также влияет на место деионизации лекарства, тем самым влияя на время, необходимое для всасывания и начала действия .

#### Препараты, влияющие на метаболизм: фенитоин
Многие лекарства метаболизируются под действием ферментов печени семейства цитохромов CYP450 . Активность этих ферментов определяет скорость активации пролекарств и скорость инактивации активных лекарств. Например, варфарин, широко используемый антикоагулянт при мерцательной аритмии, метаболизируется ферментом CYP2C9. Фенитоин, индуктор CYP2C9, повысит его активность и скорость распада варфарина, тем самым снизив его эффективность , поэтому следует избегать совместного приема варфарина и фенитоина. В случаях, когда оба препарата должны применяться вместе, дозировка варфарина может быть увеличена, чтобы предотвратить снижение эффективности .

#### Препараты, влияющие на выведение: внутривенный бикарбонат натрия
Почки выводят большинство лекарств с мочой. Поскольку моча по своей природе слабощелочная, слабокислые препараты будут ионизироваться в моче, что затруднит их реабсорбцию. Поэтому в случаях токсичности аспирина (слабой кислоты) внутривенное введение бикарбоната натрия может повысить рН мочи, тем самым увеличивая выведение аспирина с мочой . Аналогичный подход можно использовать и в отношении токсичности других слабокислых лекарств.

## Физиологический антагонизм

### Механизм действия
Физиологический антагонизм возникает, когда антагонист вызывает противоположное агонисту действие, но не связывается с тем же активным участком, что и агонист . Физиологический антагонист при этом связывается с рецептором, отличным от исходного рецептора агониста.

### Клиническое применение
И инсулин, и глюкагон синтезируются в человеческом организме естественным образом, чтобы регулировать уровень глюкозы в крови на уровне гомеостаза . Инсулин связывается с рецепторами инсулина, снижая уровень глюкозы в крови, в то время как глюкагон связывается с рецепторами глюкагона, повышая уровень глюкозы в крови. В случаях гипогликемии, вызванной инсулином, инъекция глюкагона может помочь повысить уровень глюкозы в крови .
Другой пример — эпинефрин (бронхолитическое средство) и гистамин (бронхоконстриктор). Эпинефрин связывается с адренергическими рецепторами, способствуя бронходилатации, в то время как гистамин связывается с гистаминовыми рецепторами, что приводит к бронхоконстрикции . Поскольку они оказывают противоположное действие на разные пути, их считают физиологическими антагонистами и не рекомендуют принимать вместе.

## Количественная оценка эффектов антагонистов с помощью фармакодинамики

### Фармакодинамика
Фармакодинамика (ФД) — это основной принцип количественной оценки действия антагонистов путем измерения эффективности и безопасности препарата. Фармакодинамика подчеркивает взаимосвязь между дозой и реакцией на определенный препарат, которую можно проиллюстрировать с помощью кривой «доза — ответ» .

#### Эффективность
Эффективность — это максимальный эффект (Emax), который может произвести агонист. Поскольку антагонист рецепторов не влияет на рецепторы после связывания, считается, что его эффективность равна нулю.
Конкурентный антагонист не влияет на Emax агониста. Это связано с тем, что эффект агониста может быть максимизирован путем добавления дозы агониста, так как действие антагониста обратимо. Максимальный эффект агониста может быть достигнут при добавлении концентрации агониста .
Неконкурентный антагонист (или аллостерический антагонист) снижает Emax агониста. Emax агониста обратно пропорционален концентрации антагониста, то есть более высокая концентрация антагониста приводит к снижению Emax. Максимальная эффективность агонистов снижается, поскольку ингибирование не может быть нивелировано увеличением концентрации агониста .

#### Потентность
Потентность, или молярная активность лиганда, — это количество препарата, необходимое для достижения определенного терапевтического эффекта. На нее влияет сродство препарата к рецепторам и количество доступных рецепторов . Для измерения молярной активности антагонистов используется половина максимальной ингибирующей концентрации (IC50). IC50 равна концентрации антагониста, необходимой для 50%-го ингибирования . Ее можно напрямую сопоставить с EC50, которая обычно используется для измерения силы агониста. EC50 равна концентрации агониста, необходимой для достижения 50%-го ответа.
IC50 имеет большое значение для определения оптимальной дозы антагониста. Высокая концентрация антагониста в организме может привести к клеточной токсичности и повреждению клеточной мембраны. Более низкая IC50 означает, что ингибирующий эффект может быть достигнут при меньшей концентрации антагониста и, следовательно, представлять меньший риск токсичности. Например, IC50 антагонистов, влияющих на рост раковых клеток, необходима для определения оптимальной дозы, которая подавляет рост опухолевых клеток, вызывая при  этом менее вредные системные эффекты в организме .

#### Терапевтический индекс
Терапевтический индекс (ТИ; therapeutic index,TI) используется для количественной оценки рисков и пользы определенного препарата. Он описывает соотношение между токсической и минимальной эффективной дозой, тем самым давая важное представление о безопасности препарата . Терапевтический индекс рассчитывается по следующему уравнению:
{\displaystyle TI={\tfrac {TD50}{ED50}},}
где TD50 — доза, при которой токсичность проявляется у 50 % получающих рассматриваемое вещество, а ED50 — доза, необходимая для получения 50%-го максимального ответа [35]. Из уравнения следует, что высокий ТИ указывает на то, что препарату требуется высокая доза, чтобы вызвать токсичность у 50 % получающих рассматриваемое вещество, или низкая доза для достижения минимальной эффективной дозы, и наоборот.
В случае физиологических антагонистов, например, инсулин имеет узкий ТИ. Узкий ТИ указывает на то, что избыток или недостаток инсулина может вызвать значительные риски . С одной стороны, недостаток инсулина может привести к повышению уровня глюкозы в крови и повреждению почек или сердечно-сосудистой системы. С другой стороны, избыток инсулина может привести к инсулин-индуцированной гипогликемии.
Другой пример — димеркапрол, химический антагонист при лечении воздействия токсичных металлов, имеющий имеет узкий ТИ, поэтому его заменяют его производным, 2,3-димеркаптосукциновой кислотой (DMSA) .

### Длительное воздействие антагонистов на рецепторы
Длительное воздействие антагонистов на рецепторы может вызвать компенсаторные изменения в их количестве и чувствительности. Этот процесс, известный как повышенная регуляция рецепторов, часто наблюдается при функциональном антагонизме .
Модификации рецепторов являются распространенным физиологическим процессом. При продолжительном использовании лекарств-антагонистов или постоянном воздействии антагонистических веществ часто наблюдается феномен повышенной регуляции рецепторов. Это проявляется двояко:
1) увеличивается общее количество рецепторов на клеточной поверхности;
2) повышается чувствительность имеющихся рецепторов к соответствующим лигандам.
Так организм адаптируется к длительному присутствию антагониста, компенсируя его блокирующее действие путем увеличения числа и усиления чувствительности рецепторов. Это позволяет клеткам сохранять способность реагировать на естественные агонисты даже в присутствии антагониста [35]. Длительное подавление активности рецепторов стимулирует усиленную экспрессию генов, ответственных за их синтез. В результате этого процесса происходит увеличение общего количества рецепторов на клеточной поверхности. Феномен повышенной регуляции рецепторов играет существенную роль в клинической практике.
Одним из примеров повышения экспрессии рецепторов является повышение экспрессии генов β-рецепторов под действием антагонистов β-рецепторов (также называемых β-блокаторами). Длительное применение β-блокаторов приводит к блокаде β-рецепторов, в результате чего в клетках (в основном в клетках миокарда) увеличивается экспрессия генов β-рецепторов. После устранения блокады для стимуляции становится доступно большее число рецепторов, что приводит к повышению их чувствительности. Это явление называется гиперчувствительностью β- рецепторов . Резкое прекращение приема β-блокатора может привести к обострению ишемической  болезни сердца, тахикардии или даже внезапной остановке сердца . Поэтому для предотвращения неблагоприятных последствий дозы β-блокатора необходимо снижать постепенно в течение 10–14 дней .

## Антидоты
Антидоты — это средства, нейтрализующие действие яда или токсина. Антидоты противодействуют воздействию токсинов различными способами, например, блокируя всасывание токсина, связывая и нейтрализуя яд, воздействуя на функции конечных органов-мишеней токсина или блокируя превращение токсина в более опасные метаболиты. Помимо снижения количества свободного или активного яда, применение антидота может также ослабить воздействие токсина на органы за счет конкурентного ингибирования, блокирования рецепторов или прямого антагонистического взаимодействия .
Уровень безопасности того или иного вещества определяется терапевтическим индексом (см. выше) .

### Механизм действия

#### Снижение уровня активного токсина
Агенты, которые связывают токсин, могут уменьшить количество свободного или активного токсина. Такое связывание может быть неспецифическим или специфическим.
Активированный уголь — неспецифический связывающий агент, который используется чаще всего, поскольку он обладает сильной адсорбционной способностью и может предотвратить энтерогепатическую рециркуляцию токсина. Примерами воздействия специфических связывающих средств являются примеры хелатных агентов, иммунотерапия и терапия биоскавенджерами. Ощелачивание мочи или гемадсорбция могут улучшить элиминацию в некоторых случаях .

#### Блокирование места действия токсина
Это может происходить как на уровне ферментов, так и на уровне рецепторов. На уровне ферментов возможны два результата: конкурентное ингибирование или реактивация активности фермента. Этиловый спирт или фомепизол, используемые при отравлении метиловым спиртом или этиленгликолем, — типичный пример конкурентного ингибирования фермента. Вызывая конкуренцию алкогольдегидрогеназы с метиловым спиртом и этиленгликолем, эти препараты снижают выработку вредных метаболитов . Для рецепторного уровня традиционными примерами антидотов являются налоксон и флумазенил. Флумазенил — конкурентный антагонист бензодиазепинового участка рецепторного комплекса ГАМК-А. Благодаря этому угнетение ЦНС и дыхания прекратится, а входящий поток ионов хлора уменьшится. Флумазенил полезен для лечения и предотвращения повторного развития комы, вызванной бензодиазепином .

#### Снижение уровня токсичного метаболита
Антидоты могут быть использованы либо для поглощения опасных метаболитов, либо для их преобразования в менее токсичные формы после их образования [39]. Печеночные запасы глутатиона пополняются за счет N-ацетилцистеина, и именно этот процесс приводит к конъюгации ядовитого метаболита N-ацетил-P-бензохинонимина (NAPQI) .